# Dinotrema yasumatsui
Dinotrema yasumatsui är en stekelart som först beskrevs av Watanabe 1957.  Dinotrema yasumatsui ingår i släktet Dinotrema och familjen bracksteklar. Inga underarter finns listade i Catalogue of Life.